# Orophila
Orophila是蛺蝶科苾蛺蝶亞科圖蛺蝶族裡的一個屬，尚無正式中文學名命名。物種分布於新熱帶界。此屬物種之翅膀形狀與同族其他物種不同，尤其前翅外緣凹凸不平。

## 物種
- 落紅美蛺蝶 Orophila cardases
  - 串紅美蛺蝶 O. c. campaspe
- 一點紅美蛺蝶 Orophila diotima